# Steinach (Merching)
Steinach ist ein Gemeindeteil und eine Gemarkung in Merching, einer Gemeinde im schwäbischen Landkreis Aichach-Friedberg.

## Geographie
Das Pfarrdorf Steinach (auch Steinach bei Mering) liegt zwischen Merching und Althegnenberg an der Bundesstraße 2 und am Steinbach.

## Geschichte
Steinach war bis 1803 im Besitz des Augsburger Klosters St. Ulrich und Afra. Die katholische Pfarrkirche St. Gangulf ist ein flachgedeckter Saalbau mit eingezogenem Chor unter Stichkappentonne, nördlichem Zwiebelturm und im Kern wohl romanisch. Barocke Umgestaltungen erfolgten 1760. Im Zuge der Verwaltungsreformen in Bayern entstand mit dem Gemeindeedikt von 1818 die Gemeinde Hochdorf. Am 1. Mai 1978 wurden die Gemeinden Hochdorf und Steinach bei Mering nach Merching eingegliedert.